# سارا جونز
سارا جونز متولد ۱۷ ژوئیه ۱۹۸۳ در منطقه وینتر اسپرینگز، فلوریدا آمریکا، بازیگر و نویسنده آمریکایی است.
عمده سرشناسی او حضور در سریال‌های، آلکاتراز و فرزندان آشوب است.

## زندگی شخصی
او در سال ۲۰۰۱ از دانشگاه فارغ‌التحصیل شد. در سن ۲۶ سالگی با بازی در سریال فرزندان آشوب به شهرت رسید.

## فیلم‌شناسی
| سال  | عنوان                    | نقش          | Notes           |
| ---- | ------------------------ | ------------ | --------------- |
| ۲۰۰۶ | Cain and Abel            | جنیفر پراکتر |                 |
| ۲۰۰۷ | The Blue Hour            | یانگ ایثل    |                 |
| ۲۰۰۷ | Still Green              | کری          |                 |
| ۲۰۰۸ | آخرین فرصت               | وندی         | فیلم کوتاه      |
| ۲۰۱۱ | Red & Blue Marbles       | کیم          |                 |
| ۲۰۱۱ | ۲ND Take                 | چارلی        |                 |
| ۲۰۱۲ | Up the Valley and Beyond | اوا ترنر     | فیلم کوتاه      |
| ۲۰۱۳ | بازگشت به نقطه صفر       |              | Post-production |

### تلویزیون
| سال       | عنوان                             | نقش               | Notes                                                         |
| --------- | --------------------------------- | ----------------- | ------------------------------------------------------------- |
| ۲۰۰۴      | تحقیق دارویی                      | Belinda           | در نقش دختر کوچولو                                            |
| ۲۰۰۵      | پرونده سرد                        | الی مک کورمیک     | Episode: "Revolution"                                         |
| ۲۰۰۵      | قاضی ایمی                         | ناتالی جانسون     | Episode: "The New Normal"                                     |
| ۲۰۰۶      | مرد ۶۰ دقیقه‌ای                    | کامی              | فیلم تلویزیونی                                                |
| ۲۰۰۶      | هاف                               | لیح               | در ۴ قسمت حضور داشت)                                          |
| ۲۰۰۶      | بتی زشت                           | ناتالی وایت من    | Episode: "The Box and the Bunny"                              |
| ۲۰۰۶–۲۰۰۷ | عشق بزرگ                          | برن               | در ۹ قسمت حضور داشت)                                          |
| ۲۰۰۷      | Murder 101: College Can Be Murder | دانیا رزویچ       | فیلم تلویزیونی                                                |
| ۲۰۰۷      | The Wedding Bells                 | سمی بل            | نقش اصلی (۴ قسمت)                                             |
| ۲۰۰۸      | The Riches                        | رزالین            | Episodes: "Trust Never Sleeps", "Dead Calm", "The Lying King" |
| ۲۰۰۹      | امید روح میابد                    | بلیندا            | فیلم تلویزیونی                                                |
| ۲۰۰۹      | Love Finds a Home                 | بلیندا            | فیلم تلویزیونی                                                |
| ۲۰۰۹      | فرزندان آشوب                      | پالی زوبل         | در ۶ قسمت حضور داشت)                                          |
| ۲۰۱۰      | House                             | شانون             | Episode: "Knight Fall"                                        |
| ۲۰۱۰      | Lone Star                         | گرچن              | Episodes: "Unveiled", "One in Every Family"                   |
| ۲۰۱۱      | موجه (مجموعه تلویزیونی)           | جی می برگلاند     | Episode: "The Life Inside"                                    |
| ۲۰۱۲      | آلکاتراز                          | کارآگاه ربکا مدسن | نقش اصلی ۱۳ قسمت)                                             |
| ۲۰۱۲      | کندرا                             | کندرا             | نقش اصلی ۸ قسمت)                                              |
| ۲۰۱۲–۲۰۱۳ | وگاس                              | میا ریزو          | نقش اصلی ۲۱ قسمت)                                             |

## جوایز
| سال  | جایزه           | رده               | محصول      | نتیجه    |
| ---- | --------------- | ----------------- | ---------- | -------- |
| ۲۰۰۷ | روح مستقل جایزه | بهترین کنسرت گروه | همچنان سبز | برنده شد |